# Tobias Eichner
Tobias Eichner (* 1973 in München) ist ein deutscher Diplomat. Er war von 2021 bis 2023 Botschafter der Bundesrepublik Deutschland in der Republik Südsudan mit Sitz in Dschuba.

## Leben und Ausbildung
Eichner wurde im Jahr 1973 in München geboren.
Von 1992 an studierte er an der Eberhard-Karls-Universität in Tübingen Betriebswirtschaftslehre und legte 1997 die Diplomprüfung für Kaufleute ab. Von 1998 bis 1999 schloss er Studien in „European Politics & Administration“ am College of Europe an, wo er den Abschluss als Master machte.

## Laufbahn
Nach seinem Eintritt in den Auswärtigen Dienst im Jahr 2002 absolvierte Eichner bis 2003 zunächst den Vorbereitungsdienst für den höheren auswärtigen Dienst an der seinerzeit noch in Bonn-Ippendorf befindlichen Akademie des Auswärtigen Diensts. Anschließend war er bis 2006 in der Zentrale des Auswärtigen Amts in Berlin tätig.
Seinen ersten Einsatz im Ausland absolvierte er von 2006 bis 2008 an der Botschaft Kabul, Afghanistan. Von dort aus ging er bis zum Jahr 2011 als Referent an die Botschaft Paris, Frankreich. Von 2011 bis 2013 war er Referat „Internationale Wirtschafts- und Finanzpolitik“ der Zentrale des Auswärtigen Amts eingesetzt. Von dort aus erfolgte seine Beauftragung als ständiger Vertreter des Leiters der Botschaft Sanaa, Jemen, die er von 2013 bis 2015 ausübte.
Von 2015 bis 2019 leitete Eichner die Arbeitseinheit „Organisationsberatung“ im Auswärtigen Amt. Er wechselte von dieser Aufgabe aus in das Referat für „Mobilität und Konnektivität“, dessen stellvertretender Leiter er von 2019 bis 2021 war. Ab September 2021 war er Botschafter der Bundesrepublik Deutschland in Juba, der Hauptstadt der Republik Südsudan und wurde am 19. Oktober 2021 von dem Präsidenten, Salva Kiir Mayardit, zur Überreichung seines Beglaubigungsschreibens empfangen. 2023 wurde er in diesem Amt von Christian Sedat abgelöst.